# الناشئ الأكبر
أبو العباس عبد الله بن محمد (؟ - 293هـ/906م) ويُلقَّب بالناشئ الأكبر وعُرِفَ كذلك بابن شرشير أو ابن شوشير، وهو كاتب وأديب وشاعر ولغوي عاش في العصر العباسي الأوَّل.

## سيرته
ولِدَ عبد الله بن محمد في مدينة الأنبار، ولا يُعرَف تاريخ ميلاده، ثُمَّ انتقل إلى بغداد وظلَّ فيها ردحاً من الزمن، حتى غادرها إلى مصر، وأقام هناك إلى أن تُوفِّي في 293هـ. ناشئ الأكبر من أهمِّ أدباء زمنه، وخاض في علوم كثيرة، وعُرِف بتفرُّده ونزعته إلى التمرِّد ومخالفة إجماع العلماء. كان ناشئ الأكبر حاذقاً متَّقد الذكاء، وتمكَّن من علم الكلام والمنطق، وهو ما ما جعله متفوِّقاً في جدال النُّحاة بعد أن أنكر أصولهم، وناقض الخليل بن أحمد وحاول إدخال تعديلات على نظامه العروضي، كما ألَّف رسالةً ينتقد فيها المنطق الأرسطي. كان ناشئ الأكبر معتزلياً، وله آراء في الفقه الإسلامي. من أهمِّ مؤلفاته كتاب "تفضيل الشعر"، في النقد الأدبي، أظهر فيه حساً أدبياً بارعاً وقدرة نقدية كبيرة. وكان ناشئ الأكبر إلى جانب اهتمامه بالعلوم شاعر مُكثِر جيِّد النظم، وهو في طبقة ابن الرومي والبحتري، ورغم أنَّه غزير التأليف في العلوم إلا أنَّه شعره مطبوع خالٍ من التكلِّف والثقل المصاحب للصناعة العلمية، وتناول في شعره الخمر والغزل والصيد والوصف، وألَّف قصائد في المدائح النبويَّة، وقصائد في مدح علم الكلام والمتكلِّمين، ومن أشهر قصائده قصيدةٌ في فنون العلم تبلغ أربعة آلاف بيت.

## مؤلفاته
تُنسَب إليه المؤلفات التالية:
- «كتاب تفضيل الشعر».
- «رسالة في تفضيل السودان على البيض».
- «المفاخرة بين الذهب والزجاج».